# Gehäubichel
Der Gehäubichel ist eine 631,2 m ü. NHN hohe Erhebung des Mittelgebirges Fränkische Alb im mittelfränkischen Landkreis Weißenburg-Gunzenhausen (Bayern).

## Geographie

### Lage
Der Gehäubichel liegt im Naturpark Altmühltal direkt nordöstlich von Auernheim, dem höchstgelegenen Ort Mittelfrankens, und etwas westsüdwestlich von Windischhausen, zwei Gemeindeteilen von Treuchtlingen. Vom Höhenzug Hahnenkamm ist er durch das Tal der Rohrach (Östlicher Rohrach) getrennt. Der Nordostteil der Erhebung ist bewaldet, der Südwestteil waldlos. Südwestlich erhebt sich der Schmalenberg, südsüdwestlich der Schellenberg, südlich der Ecklestein und südsüdöstlich der Geißberg.

### Naturräumliche Zuordnung
Der Gehäubichel gehört in der naturräumlichen Haupteinheitengruppe Fränkische Alb (Nr. 08), in der Haupteinheit Südliche Frankenalb (082) und in der Untereinheit Altmühlalb (082.2) zum Naturraum Hahnenkammalb (082.20).

## Schutzgebiete
Auf dem Gehäubichel liegen Teile des Landschaftsschutzgebiets Schutzzone im Naturpark Altmühltal (CDDA-Nr. 396115; 1995 ausgewiesen; 1632,9606 km² groß) und des Fauna-Flora-Habitat-Gebiets Trauf der südlichen Frankenalb (FFH-Nr. 6833-371; 43,2442 km²).